# Alkalitoleranz
Alkalitoleranz ist ein Begriff aus der Biologie und bezeichnet die Fähigkeit bestimmter Organismen, steigende pH-Werte im Lebensraum zu tolerieren.
Das pH-Optimum solcher Organismen liegt meist im Neutralen bis schwach Alkalischen. Gelegentlich sind diese Organismen aber auch in Umgebungen mit deutlich erhöhten pH-Werten zu finden. Sie besitzen die Fähigkeit, sich anzupassen und pH-Werte über einen weiten Bereich zu tolerieren.

## Vorkommen und Bezeichnungen
Alkalitolerante Organismen findet man zum Beispiel in Seen mit periodisch schwankendem Wasserstand oder austrocknenden Böden, deren pH-Werte je nach Niederschlagssituation und Salzkonzentration Schwankungen unterliegen. Viele alkalitolerante Organismen sind daher auch halotolerant.
Organismen, die zwingend an ein alkalisches Milieu gebunden sind, nennt man alkaliphil. Die Grenze zwischen alkalitoleranten und alkaliphilen Organismen ist aber oft fließend.
Organismen, die einen neutralen pH-Wert bevorzugen, nennt man neutrophil, erfordern sie zwingend neutrale pH-Werte, sind sie obligat neutrophil, wie das Bakterium Escherichia coli.
Organismen, die niedrige pH-Werte tolerieren, nennt man acidotolerant oder säuretolerant.

## Mechanismen
Unterschiedliche membranständige Mechanismen des Stoffwechsels können Alkalitoleranz bewirken:
Das Bakterium Escherichia coli kann Alkalitoleranz bis pH 10,0 nur durch Genexpression des membranständigen Transportproteins MdfA erreichen. MdfA ist ein Multidrug-Resistance-Transporter (Mdr, englisch multidrug-resistance transporter). MdfA kann Protonen (Kationen) von Natrium (Na+) und Kalium (Ka+) durch die Membran transportieren und vermittelt dann auch Resistenz gegenüber verschiedenen Giften. Das Gen für MdfA liegt auf einem Plasmid. Das Fehlen des Plasmids mit dem MdfA-Gen versetzt E. coli in seinen Normalzustand einer obligaten Neutrophilität.
Einige Hefen erreichen Alkalitoleranz durch Einsatz von membranständigen Glucosylceramiden, welches aus einer Glykosylierung eines Sphingolipids durch das Enzym Ceramid-Glucosyltransferase (EC 2.4.1.80) hervorgeht. Die Anwesenheit von Glucosylceramiden in ihrer Membran kann Hefen sogar alkaliphil machen, sodass sie unter pH 8,5 nicht wachsen können, ohne Glucosylceramide sind sie nicht alkaliphil, nicht einmal alkalitolerant.